# Franco Roberti
Franco Roberti (Napoli, 16 novembre 1947) è un ex magistrato ed ex politico italiano.

## Biografia
Ha frequentato il Liceo Classico presso l'Istituto Pontano della Compagnia di Gesù, sito a Napoli.
Vinto il concorso in magistratura, è stato nominato uditore giudiziario nel 1975. Ha svolto dapprima le funzioni di pretore del mandamento di Borgo San Lorenzo dal 15 settembre 1976, poi quelle di giudice del Tribunale di Sant'Angelo dei Lombardi dal 18 settembre 1979 (trattando tra gli altri, come giudice istruttore, il procedimento penale sui cosiddetti "crolli facili" del sisma dell'Irpina del novembre 1980), quindi quelle di sostituto procuratore della Repubblica presso il Tribunale di Napoli dal 16 settembre 1982.
In quest'ultimo Ufficio, si è occupato di reati contro la pubblica amministrazione e di criminalità organizzata di tipo mafioso e terroristico-eversivo, facendo parte, dapprima, della sezione "Estorsioni e sequestri di persona" e, quindi, fin dalla sua costituzione, della Direzione Distrettuale Antimafia.
Dall'11 gennaio 1993 ha svolto le funzioni di sostituto procuratore nazionale antimafia presso la Direzione Nazionale Antimafia fino al 27 agosto 2001 quando è stato nominato procuratore aggiunto della Repubblica di Napoli. In tale veste ha contemporaneamente svolto, fino al 31 ottobre 2005, funzioni di coordinatore della sezione competente per i delitti contro la personalità dello Stato e per i delitti commessi con finalità di terrorismo, anche internazionale, o di eversione dell'ordinamento costituzionale, nonché della sezione competente per le misure di prevenzione.
È stato quindi coordinatore della Direzione Distrettuale Antimafia della Procura di Napoli. In tale veste ha diretto, in coassegnazione con i sostituti, le principali indagini nei confronti delle organizzazioni criminali operanti nella città di Napoli e nell'area casertana. Vanno in particolare ricordati i procedimenti penali contro il gruppo stragista del "clan dei casalesi", che portarono alla completa disarticolazione dell'organizzazione criminosa, alla cattura e alla condanna di tutti i latitanti.
Dal 16 aprile 2009 è stato procuratore della Repubblica presso il Tribunale di Salerno ed ha coordinato personalmente la Direzione Distrettuale Antimafia.
Il 25 luglio 2013 il Consiglio Superiore della Magistratura lo ha nominato Procuratore nazionale antimafia, incarico di cui ha preso possesso il 6 agosto 2013 fino al suo pensionamento avvenuto il 16 novembre 2017.
Con l'entrata in vigore della Legge nr. 43 del 17.04.2015, che ha convertito il D.L. 18/02/2015 nr.7 "Misure urgenti per il contrasto al terrorismo, anche di matrice internazionale", il Procuratore riveste l'incarico di Procuratore nazionale antimafia e antiterrorismo.
Dal maggio 2018 è assessore alla sicurezza e legalità nella giunta regionale campana di Vincenzo De Luca fino a luglio 2019.
Per le elezioni europee del 2019  è il capolista del Partito Democratico, nel progetto "Siamo Europei", nella circoscrizione italia meridionale: con quasi 150.000 preferenze è il primo degli eletti.
Eletto inizialmente come indipendente, il 3 giugno 2019 aderisce alla federazione napoletana dal Partito Democratico.